# Туркуэн-Нор-Эст

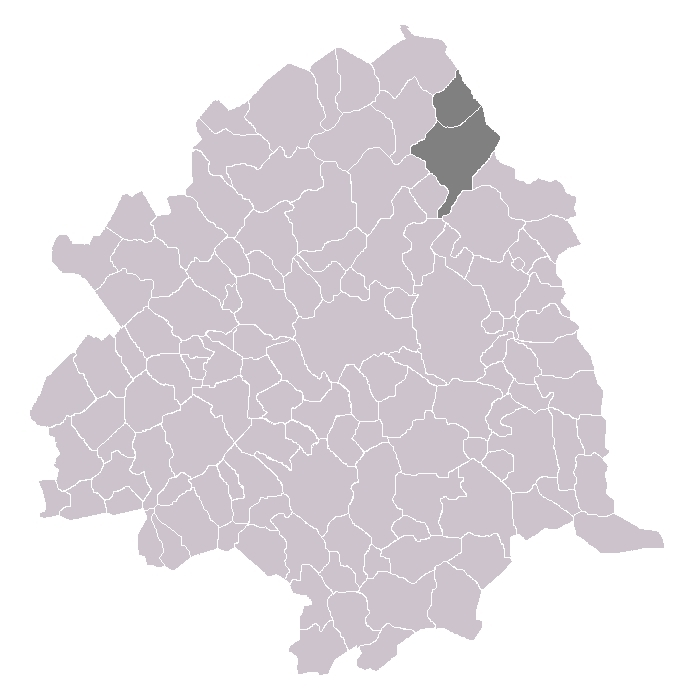
Кантон Туркуэн-Нор-Эст в составе округа

Туркуэ́н-Нор-Эст (фр. Tourcoing-Nord-Est) — упраздненный кантон во Франции, регион Нор — Па-де-Кале, департамент Нор. Входил в состав округа Лилль.
В состав кантона входили коммуны (население по данным Национального института статистики за 2011 г.):
- Невиль-ан-Феррен (10 266 чел.)
- Туркуэн (частично) (41 395 чел.)

## Политика
На президентских выборах 2012 г. жители кантона отдали в 1-м туре 28,4 % голосов Франсуа Олланду против 25,7 % у Николя Саркози и 21,7 % у Марин Ле Пен, во 2-м туре в кантоне победил Олланд, получивший 50,5 % голосов (2007 г. 1 тур: Саркози - 33,4 %, Сеголен Руаяль - 25,2 %; 2 тур: Саркози - 55,4 %). На выборах в Национальное собрание в 2012 г. по 10-му избирательному округу департамента Нор они в 1-м туре отдали большинство голосов - 34,1 % - кандидидату социалистов Зине Дамани, но во 2-м туре в кантоне победил кандидат партии Союза за народное движение Жеральд Дарманен, набравший 50,5 % голосов. (2007 г. Кристиан Ваннест (СНД): 1-й тур - 44,1 %, 2-й тур - 56,1 %). На региональных выборах 2010 года в 1-м туре победил список социалистов, собравший 30,7 % голосов против 23,0 % голосов списка правых. Во 2-м туре единый «левый список» с участием социалистов, коммунистов и «зелёных» во главе с Президентом регионального совета Нор-Па-де-Кале Даниэлем Першероном получил 49,5 % голосов, «правый» список во главе с сенатором Валери Летар занял второе место с 29,5 %, а Национальный фронт Марин Ле Пен с 21,0 % финишировал третьим.
|  | Кандидат      | Партия                  | % голосов |
|  | ------------- | ----------------------- | --------- |
|  | Винсен Ланноо | Социалистическая партия | 61,59     |
|  | Александр Кис | Национальный фронт      | 38,41     |

|  | Кандидат          | Партия                    | % голосов |
|  | ----------------- | ------------------------- | --------- |
|  | Франсуа Деланнуа  | Социалистическая партия   | 50,68     |
|  | Кристиан Деме     | Союз за народное движение | 25,98     |
|  | Кристиан Баэкроот | Национальный фронт        | 23,34     |